# サンタ・マリネッラ港のある風景
『サンタ・マリネッラ港のある風景』（仏: Paysage avec le port de Santa Marinella, 英: Landscape with the Port of Santa Marinella）は、フランスのバロック時代の画家クロード・ロランが1637年から1638年頃に制作した風景画である。油彩。ローマ教皇ウルバヌス8世によって発注された小品で、チヴィタヴェッキア近くのサンタ・マリネッラの小さな港を描いている。ケンブリッジのフィッツウィリアム美術館に所蔵されている『アルバーノ湖とガンドルフォ城のある田園の風景』（Paysage pastoral avec le lac Albano et Castel Gandolfo）は対作品である。現在はパリのプティ・パレ美術館に所蔵されている。また大英博物館には本作品の準備素描が、メトロポリタン美術館には教皇ウルバヌス8世へのプレゼンのために制作された素描による同サイズの見本が所蔵されている。

## 制作背景
クロード・ロランが作成した作品目録『リベル・ヴェリタリス』によると、『サンタ・マリネッラ港のある風景』と『アルバーノ湖とガンドルフォ城のある田園の風景』はいずれも教皇ウルバヌス8世によって発注されたものである。風景画として描かれた場所はいずれもウルバヌス8世にとって重要な意味を持っており、彼はサンタ・マリネッラ港の規模を拡張し、その防衛能力を強化しようとしていた。一方のガンドルフォ城はローマ県カステル・ガンドルフォのアルバーノ湖の湖畔にある城で、ウルバヌス8世によって建設され、夏の避暑地として利用した。それ以降、歴代の多くの教皇がウルバヌス8世の先例に倣った。

## 作品

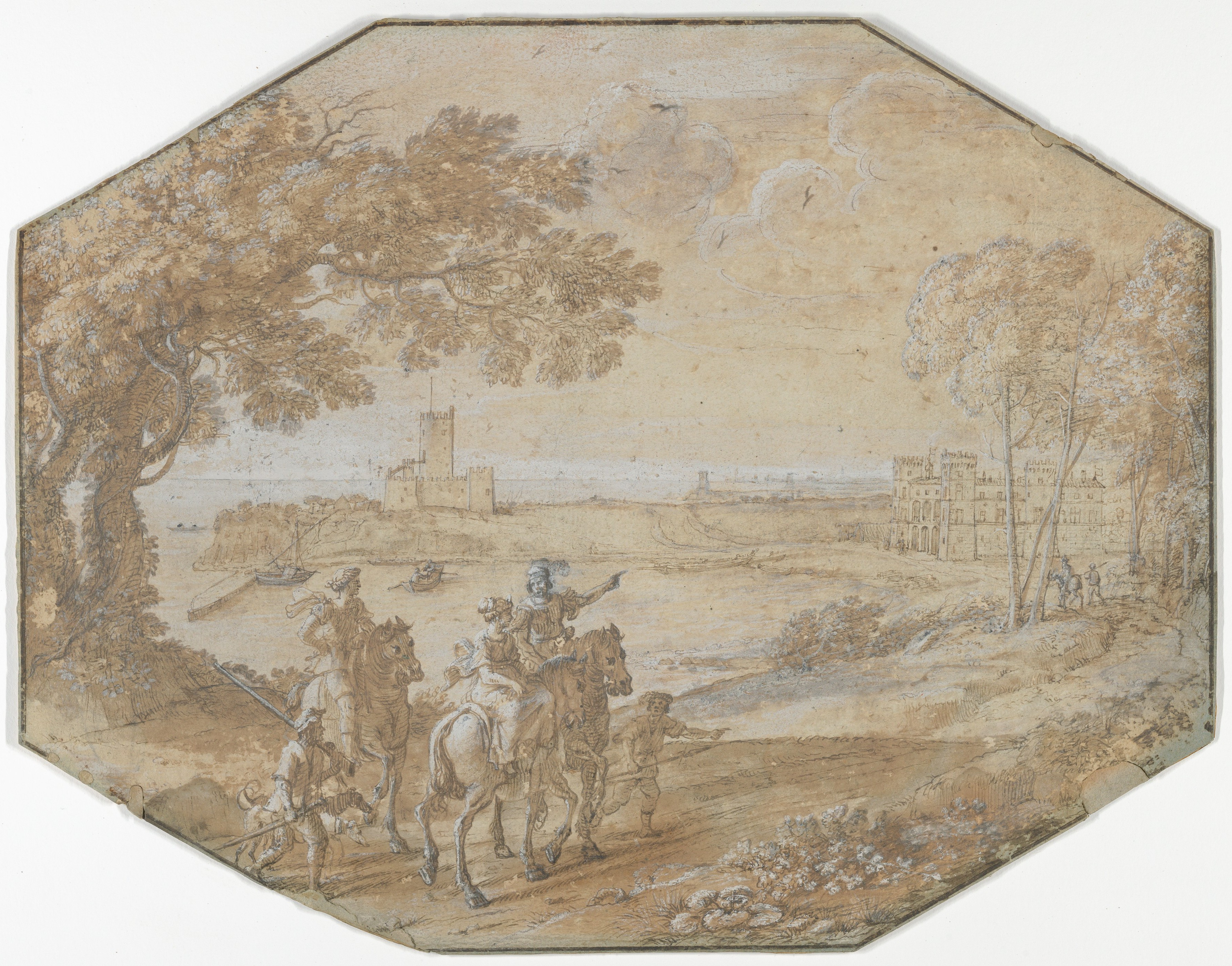
教皇ウルバヌス8世へのプレゼンのために制作された素描。メトロポリタン美術館所蔵。

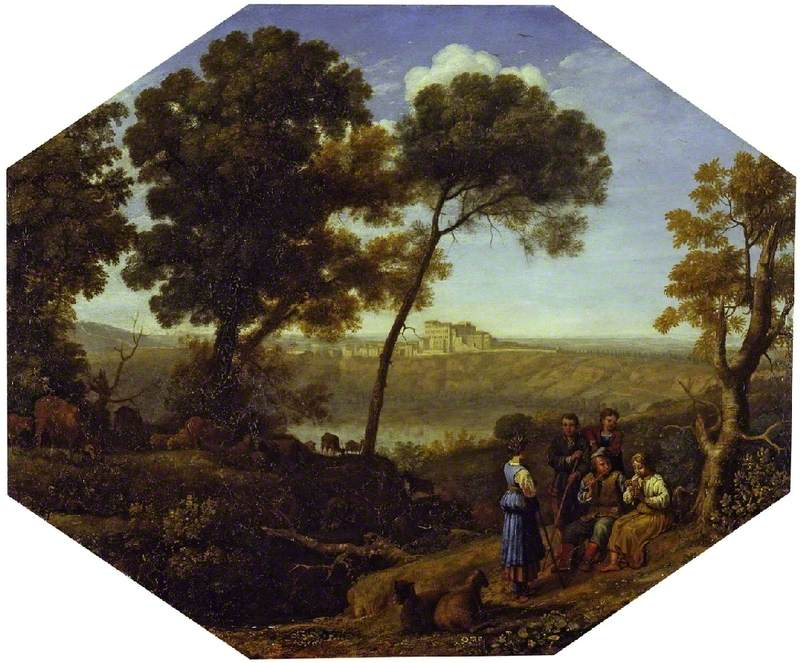
対作品『アルバーノ湖とガンドルフォ城のある田園の風景』。1639年。ガンドルフォ城はローマ教皇の夏の避暑地であった。フィッツウィリアム美術館所蔵。

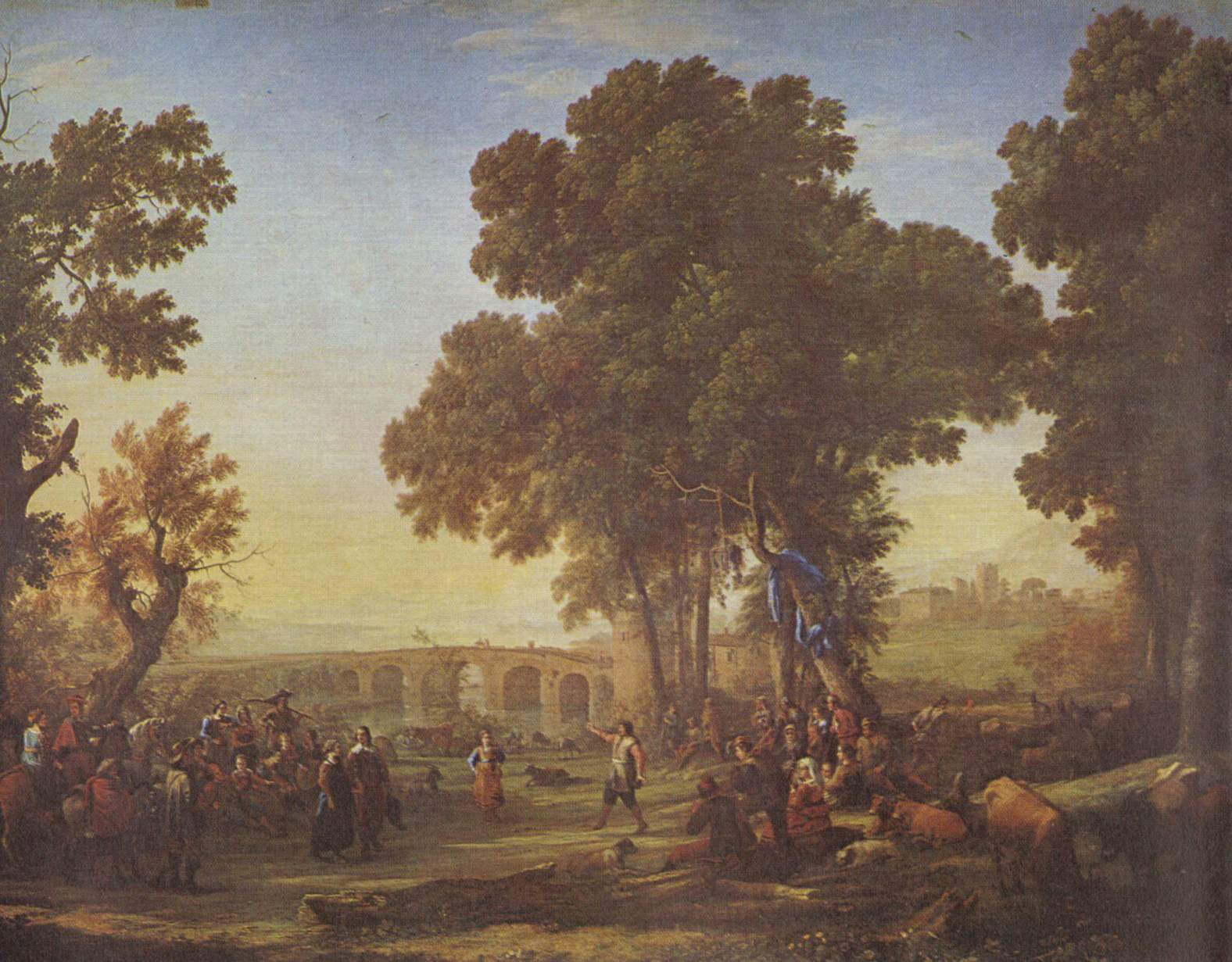
『村祭り』。1639年。ルーヴル美術館所蔵。

クロード・ロランは暖かな夕日の陽光で照らされたサンタ・マリネッラの海岸を描いている。海岸に沿って道があり、馬に乗って歩く男女と従者たちの姿が見える。クロード・ロランは風景をスケッチするためにサンタ・マリネッラを訪れたが、絵画の風景は正確ではなく、むしろ風景を理想化して表現している。実際、この絵画はその場所の近くに現実に存在していたものをあまり反映しておらず、その代わりに場面の奥行きを照らし、海に反射する、光に満ちた幻想的な風景を作り出すことに焦点を当てている。絵画の自然は画面の物理的な美しさや、細部にいたるまでの緻密な筆運び、豊富な顔料によって具体的かつ象徴的な真実として表現されている。
他の多くの絵画と同様、クロード・ロランは時間の経過を伝える手段として光を使用している。彼は早朝や夕暮れなど、一日の様々な特定の時間を想起させる作品を頻繁に描いた。一般に、彼の田園風景は朝の澄んだ光に照らされているが、海景画は夕日の長い陽光で照らされている。
複数の馬に騎乗した人物像は、現在ルーヴル美術館に所蔵されている絵画『村祭り』（La Fête villageoise, 1639年）の画面左下前景に描かれた人物像から発展している。この人物像は特に『リベル・ヴェリタリス』に作品番号37として記録されている。
『リベル・ヴェリタリス』では作品番号46として記載されている。幻想的な風景の中にある孤城という主題は後に『キューピッドの宮殿の外にいるプシュケのいる風景』（Paysage avec Psyché devant le palais de Cupidon）で再び取り上げている。

## 来歴
絵画は19世紀にフランスの政治家・美術収集家のウジェーヌ・デュトゥイのコレクションとなっていたことが知られている。所有者の死後のパリ市への遺贈の一部としてプティ・パレによって取得された。

## 影響
リチャード・アーロムは1779年に、大英博物館所蔵の素描に基づいてメゾチントによる版画を制作した。これはハンブルク美術館に所蔵されている。風景画家ジョゼフ・マロード・ウィリアム・ターナーは絵画に関するメモを書き留めた。こちらはテート・ギャラリーに所蔵されている。